# Adelaide International 2020
Das Adelaide International 2020 ist der Name eines Tennisturniers der WTA Tour 2020 für Damen sowie eines Tennisturniers der ATP Tour 2020 für Herren, welche zeitgleich vom 12. bis 18. Januar 2020 in Adelaide stattfinden sollen.

## Herrenturnier
→ Qualifikation: Adelaide International 2020/Herren/Qualifikation

## Damenturnier
→ Qualifikation: Adelaide International 2020/Damen/Qualifikation